# Mirjam Melchers
Mirjam Melchers (Arnhem, 26 de setembre de 1975) és una ciclista neerlandesa, ja retirada, que fou professional del 2001 al 2010. Va combinar el ciclocròs amb la ruta. Ha obtingut medalles dels campionats del món d'ambdues disciplines.
Durant la seva carrera esportiva va prendre part en tres edicions dels Jocs Olímpics d'Estiu, el 2000, 2004 i 2008. Destaca la sisena posició aconseguida en la cursa en ruta el 2004.
En el seu palmarès destaquen tres campionats nacionals, un en ruta i dos en contrarellotge, així com el Tour de Flandes de 2005 i 2006 i una etapa al Giro d'Itàlia.
Està casada amb el també ciclista Jean-Paul van Poppel.

## Palmarès en ruta
- 1998
  - Vencedora d'una etapa al Holland Ladies Tour
- 1999
  - Vencedora d'una etapa al Holland Ladies Tour
  - Vencedora d'una etapa al Tour de l'Aude
  - Vencedora d'una etapa al Gran Bucle
  - Vencedora d'una etapa del Tour de Snowy
- 2000
  -  Campiona dels Països Baixos en ruta
  - 1a al Holland Ladies Tour i vencedora d'una etapa
  - 1a a la Parel van de Veluwe
  - Vencedora d'una etapa al Gran Bucle
  - Vencedora de 2 etapes del Tour de Snowy
- 2001
  - 1a a la Volta a Turíngia i vencedora de 2 etapes
  - Vencedora d'una etapa del Tour de Snowy
- 2002
  - 1a a la Primavera Rosa
  - Vencedora d'una etapa a l'Emakumeen Bira
  - Vencedora d'una etapa al Holland Ladies Tour
  - Vencedora d'una etapa de la Volta a Turíngia
  - Vencedora d'una etapa del Tour de Snowy
- 2003
  - 1a a la Ster van Walcheren i vencedora d'una etapa
  - 1a al Gran Premi Castella i Lleó
  - 1a a la Novilon Euregio Cup i vencedora d'una etapa
  - 1a a l'Emakumeen Bira i vencedora d'una etapa
- 2004
  -  Campiona dels Països Baixos en contrarellotge
  - 1a al Holland Ladies Tour i vencedora d'una etapa
  - 1a a la LuK Challenge (amb Leontien van Moorsel)
  - 1a a la Volta a Castella i Lleó i vencedora d'una etapa
  - 1a al Holland Hills Classic
- 2005
  - 1a al Tour de Flandes
  - 1a a la Durango-Durango Emakumeen Saria
  - 1a a la Ster Zeeuwsche Eilanden i vencedora d'una etapa
  - Vencedora d'una etapa del Giro d'Itàlia
  - Vencedora d'una etapa del Giro de Toscana-Memorial Michela Fanini
- 2006
  - 1a al Tour de Flandes
- 2007
  - 1a al Gran Premi Gerrie Knetemann
- 2008
  -  Campiona dels Països Baixos en contrarellotge
  - Vencedora d'una etapa del Giro d'Itàlia

## Palmarès en ciclocròs
- 2003-2004
  -  Campiona dels Països Baixos en ciclocròs
- 2007-2008
  -  Campiona dels Països Baixos en ciclocròs